# St. Peter und Paul (Mönchsroth)

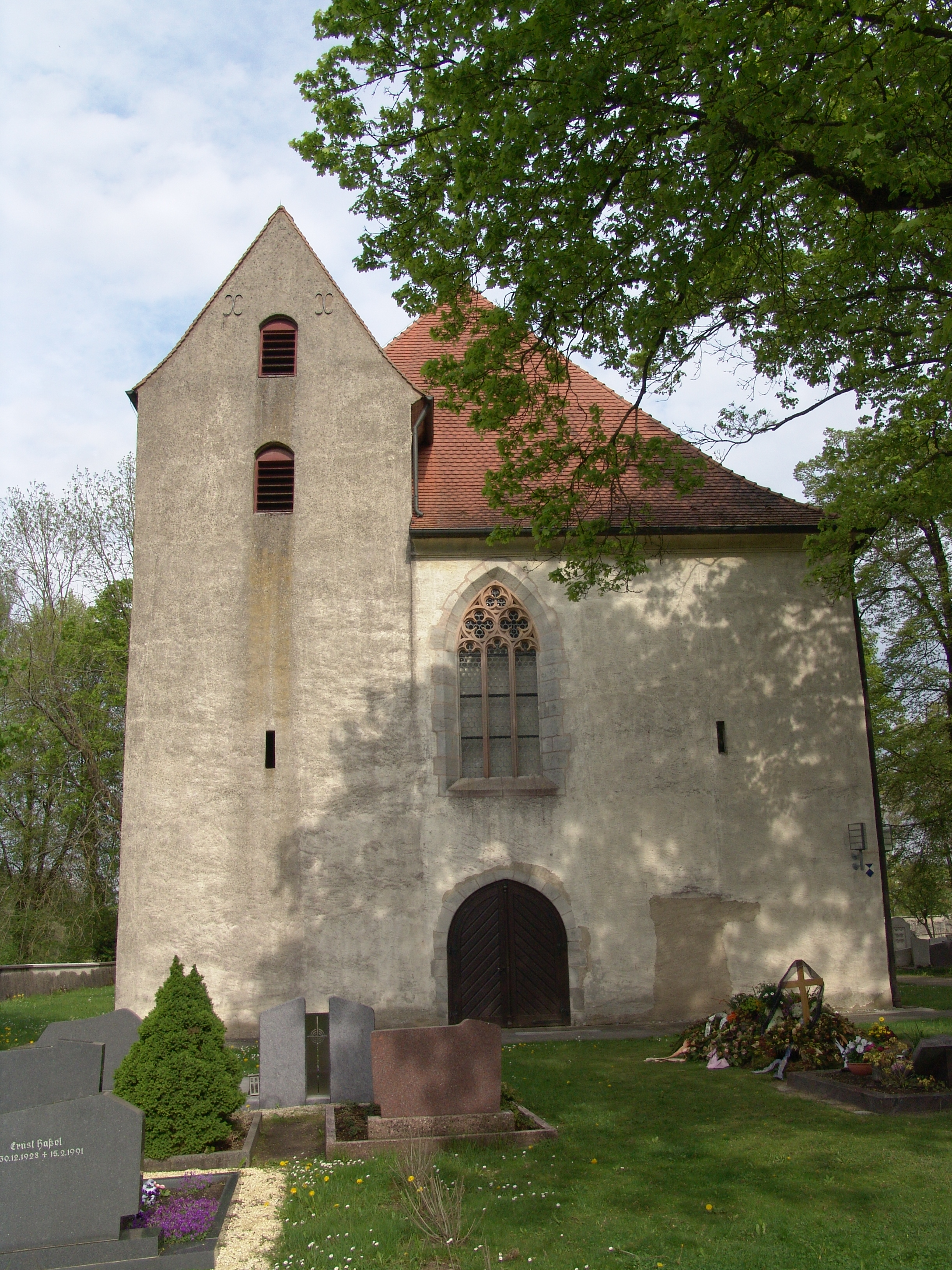
St. Peter und Paul (Mönchsroth)

Die denkmalgeschützte evangelische Friedhofskapelle St. Peter und Paul steht in Mönchsroth, einer Gemeinde im Landkreis Ansbach (Mittelfranken, Bayern). Das Bauwerk ist unter der Denkmalnummer D-5-71-179-6 als Baudenkmal in der Bayerischen Denkmalliste eingetragen. Die Kirche gehört zur Pfarrei Mönchsroth im Dekanat Dinkelsbühl im Kirchenkreis Ansbach-Würzburg der Evangelisch-Lutherischen Kirche in Bayern.

## Beschreibung
Die Saalkirche mit dem Langhaus aus drei Jochen und dem leicht eingezogenen Chor aus einem Joch mit 3/8-Schluss im Osten wurde 1486 unter Verwendung des Kirchturms der Klosterkirche des ehemaligen Klosters Mönchsroth aus dem 12. Jahrhundert erbaut. Die heutige Sakristei ist eine Kapelle der ehemaligen Klosterkirche. 
Der Innenraum des Chors ist mit einem Sterngewölbe überspannt. Der zwischen 1500 und 1510 gebaute Altar im Chor ist mit einer Kreuzigungsgruppe verziert. Sein Altarretabel stammt aus dem 17. Jahrhundert.